# 粟屋元親
粟屋元親（日语：／ Awaya Mototika，不詳—1561年、不詳－永祿四年），日本戰國時代武將，毛利氏家臣，毛利五奉行之一。
其父為粟屋元忠，祖父為粟屋元秀，其子有粟屋元著、粟屋元信（又作元勝）以及粟屋元如。

## 生平
粟屋元親為毛利氏家臣粟屋元忠之子，自幼即仕於毛利元就麾下。
永正十三年（1516年），元忠戰死於軍陣，時年元親繼承家督之位。
享祿五年（1532年）七月十三日，毛利氏家臣團32人共同署名起請文，向元就請求調整彼此間的利害關係。元親以「粟屋彌六元親」之名，列第22位簽署，可見其在家臣團中的重要地位已初見端倪。
天文九年（1540年），毛利氏出兵討伐因內亂而動搖的平賀氏，元親參加頭崎城之戰，與平賀隆保軍激戰，獲軍功。同年秋，又參與對抗尼子氏的吉田郡山城之戰，再立戰功 。
天文十九年（1550年）七月十二日至十三日間，毛利元就對安藝井上氏實施肅清。緊接其後的七月二十日，毛利氏家臣團共計238人聯名簽署起請文，向毛利氏起誓忠誠。在該份文書中，元親以「粟屋右京亮元親」之名列於第15位署名，地位更見尊崇。
隨著井上氏遭肅清，毛利元就建立新的政務體制，實施「五奉行制」，以輔佐其嫡子毛利隆元處理內政事務。元親以其優秀的行政才能，被任命為五奉行之一，與赤川元保、國司元相、桂元忠、兒玉就忠等並列，為隆元之側近重臣。
天文二十四年（1555年）毛利氏於嚴島之戰中大破陶晴賢，確立中國霸權。戰後，毛利氏展開「防長經略」，先後平定周防、長門等地，元親亦於此期間率兵參與多場戰役，表現傑出。
弘治三年（1557年）十二月二日，在防長經略結束後，毛利氏家臣239人再次連署起請文，誓言禁止軍隊擾民與擅自撤退，其中元親以「粟屋右京亮」之名排名第13位。
永祿四年（1561年），粟屋元親逝世。家督之位由次子元信繼承，亦接任其五奉行之職，繼續效忠於毛利氏。其三子元如則成為周防玖珂郡郡司，正覺寺正恩之養子，後擔任讚岐元吉城主。

## 影視作品
在1997年由NHK製播的大河劇毛利元就中，由演員塩野谷正幸飾演粟屋元親。

## 出處
1. ↑  『毛利家文書』第396号
2. ↑  『毛利家文書』第401号
3. ↑  シンポジウム 博物館公開講座第5回 毛利元就（2021）
4. ↑  『毛利家文書』第402号
5. ↑  日本史專欄（2022年）
6. ↑  日本史專欄（2022年）